# Cerocala sanella
Cerocala sanella là một loài bướm đêm trong họ Erebidae.